# 舊布朗斯伯勒普萊斯 (肯塔基州)
舊布朗斯伯勒普萊斯（英語：Old Brownsboro Place）是一個位於美國肯塔基州傑佛遜縣的城市。

## 地方資料
根據2020年美國人口普查的數據，舊布朗斯伯勒普萊斯的面積為0.35平方千米，當中陸地面積為0.34平方千米，而水域面積為0.01平方千米。當地共有人口376人，而人口密度為每平方千米1,074.29人。